# 28592 O'Leary
28592 O'Leary è un asteroide della fascia principale. Scoperto nel 2000, presenta un'orbita caratterizzata da un semiasse maggiore pari a 2,5156171 au e da un'eccentricità di 0,1508030, inclinata di 2,28694° rispetto all'eclittica.
L'asteroide è dedicato allo studente statunitense Vincent Jacob O'Leary.